# 关于纳粹没收艺术品的华盛顿原则
《关于纳粹没收艺术品的华盛顿原则》（英語：Washington Principles on Nazi-Confiscated Art），原名《关于纳粹没收艺术品的华盛顿会议原则》（英語：Washington Conference Principles on Nazi-Confiscated Art），有时也被称为《华盛顿宣言》（英語：Washington Declaration），是关于归还第二次世界大战之前及期间被纳粹德国没收艺术品的一项声明。1998年12月3日在美国华盛顿哥伦比亚特区举行的关于犹太人大屠杀期间资产问题的华盛顿会议发布了这个原则。

## 会议情况
会议由美国国务院和美国大屠杀纪念博物馆主持召开。会议召集了1995年纽约某《战争赃物》专题研讨会（The Spoils of War）与会者及其他有关人员，并以1997年12月伦敦召开的纳粹黄金会议为基础。
1998年会议的目标是专门讨论犹太人的损失，包括艺术品、书籍、档案，以及保险索赔和其他类型资产。包括统一后的德国在内的44国政府和13个国际非政府组织都分别派遣代表团参加会议。会议组织者为曾任美国驻欧盟大使的美国经济、商业与农业事务部副秘书长Stuart E. Eizenstat，会议主席为大法官Abner Mikva。美国国务卿马德琳·奥尔布赖特做了开幕讲话。

## 原则
声明包括十一点原则，并附前言：
在就无法律约束力的原则达成共识，以协助解决与纳粹没收艺术品相关的问题上，本会议认识到与会各国的法律制度各不相同，各国应在本国法律的背景下采取行动。
原则如下：
1. 应对未归还的纳粹没收艺术品做辨认的工作。
2. 遵照国际档案理事会（英語：International Council on Archives）指导方针，相关纪录与档案应对研究人员开放。
3. 应提供资源与人员协助，以便利对所有未归还的纳粹没收艺术品的辨认。
4. 在确认一件未归还的纳粹没收艺术品时，鉴于时间的流逝和犹太人大屠杀时期的情况，应考虑到无法避免的空白或来源的模糊。
5. 当未归还的纳粹没收艺术品经认定后，应尽一切努力对其宣传，以找到其战前的主人或他们的继承人。
6. 应做出努力，建立一份这类信息的集中登记册。
7. 应鼓励战前的主人及其继承人主动提出对未归还的纳粹没收艺术品的所有权。
8. 如果能确认未归还的纳粹没收艺术品战前的主人或其继承人，应采取迅速而有效的步骤来实现公正和公平的解决办法，同时要认识到——取决于围绕个案的实际情况与形势——解决办法可能会有差异。
9. 如果无法确认纳粹没收艺术品战前的主人或其继承人，应采取迅速而有效的步骤来实现公正和公平的解决办法。
10. 为辨认纳粹没收艺术品及协助处理所有权问题而设立的委员会或其他组织的成员应均衡搭配。
11. 鼓励各国建立国内处理程序以实施这些原则，尤其在其涉及解决所有权问题争议的替代性解决办法时。

上述原则及《犹太人大屠杀教育、纪念与研究国际合作特别工作组宣言》（英語：Declarations of the Task Force for International Cooperation on Holocaust Education, Remembrance, and Research）由Eizenstat编撰。他在会议上还做出另一份名为《支持纳粹没收艺术品原则》的声明，称：
几周前，我们准备了11条总原则的讨论文件作为大范围协商的基础，如今你们人手一份。这些原则本身并不是解决方案。它们是令各国能够遵照自己的法律制度制订解决方案的手段。这些原则试图抓住让各国参与这项任务的本次会议的精神。

如果这些原则得到充分应用，纳粹没收艺术品的发现就不会再是凭运气的事。正相反，将会有有组织的国际努力——本身出于自愿但得到巨大道理责任感的支持——去搜寻来源与揭露被盗艺术品。做出这种努力的将会是各政府、非政府组织、博物馆、拍卖行与交易商。